# Gmina Franklin (hrabstwo Clarke)

Położenie Gminy Franklin w hrabstwie Clarke

Gmina Franklin (ang. Franklin Township) – gmina w USA, w stanie Iowa, w hrabstwie Clarke. Według danych z 2000 roku gmina miała 193 mieszkańców, a jej powierzchnia wynosi 94,56 km².